# Río Purón
Río Purón este o arie protejată (arie specială de conservare — SAC, sit de importanță comunitară — SCI) din Spania întinsă pe o suprafață de 31,44 ha, integral pe uscat.

## Localizare
Centrul sitului Río Purón este situat la coordonatele 43°23′00″N 4°42′47″W / 43.3834°N 4.7131°V.

## Înființare
Situl Río Purón a fost declarat sit de importanță comunitară în mai 1999 pentru a proteja 3 specii de plante și 3 specii de animale. Situl a fost protejat și ca arie specială de conservare în decembrie 2014.

## Biodiversitate
Situată în ecoregiunea atlantică, aria protejată conține 3 habitate naturale: Pajiști umede atlantice temperate cu Erica ciliaris și Erica tetralix, Lande oro-mediteraneene cu formațiuni endemice de grozamă, Păduri aluvionare cu Alnus glutinosa și Fraxinus excelsior (Alno-Padion, Alnion incanae, Salicion albae).
La baza desemnării sitului se află mai multe specii protejate:
- plante (3): Culcita macrocarpa, Dryopteris corleyi, Woodwardia radicans
- mamifere (1): vidră de râu (Lutra lutra)
- nevertebrate (1): Euplagia quadripunctaria
- pești (1): somonul (Salmo salar)